# ألفونسو بوستامينت
ألفونسو بوستامينت هو شخصية أعمال وسياسي بيروفي، ولد في 12 نوفمبر 1941 في ليما في بيرو. انتخب رئيس مجلس الوزراء البيروفي ‏ (28 أغسطس 1993 – 17 فبراير 1994) وانتخب Minister of Foreign Commerce and Tourism of Peru ‏ (28 أغسطس 1993 – 17 فبراير 1994).